# Philibert Tembo Nlandu
Philibert Tembo Nlandu CICM (* 3. November 1962 in Nganda Kikamba) ist Bischof von Budjala. 

## Leben
Philibert Tembo Nlandu trat der Ordensgemeinschaft der Kongregation vom Unbefleckten Herzen Mariens bei und empfing am 25. August 1991 die Priesterweihe. Papst Benedikt XVI. ernannte ihn am 26. März 2007 zum Koadjutorbischof von Budjala,.
Der damalige Bischof von Budjala, Joseph Bolangi Egwanga Ediba Tasame, spendete ihm am 3. Juni desselben Jahres die Bischofsweihe; Mitkonsekratoren waren Joseph Kumuondala Mbimba, Erzbischof von Mbandaka-Bikoro, und Cyprien Mbuka CICM, Bischof von Boma.
Nach dem Rücktritt von Joseph Bolangi Egwanga Ediba Tasame folgte er ihm am 22. Oktober 2009 als Bischof von Budjala nach.